# Украинская социалистическая партия (1950)
Украинская социалистическая партия (УСП) — объединение бывших украинских партий, находящихся в эмиграции и ориентирующихся на Социнтерн. Включала выходцев из партий, базировавшихся на территории Надднепрянщины (Украинская социал-демократическая рабочая партия и Украинская партия социалистов-революционеров) и Западной Украины (Украинская социал-демократическая партия и Украинская социалистическо-радикальная партия). УСП создана на конференции 25-26 марта 1950 года в Аугсбурге (Западная Германия).
УСП поддерживала государственный центр УНР в эмиграции и входила в состав Украинского национального совета; заметной деятельности не проявляла. К лидерам УСП принадлежали: С. Довгаль, В. Лысый, С. Рипецкий, М. Стахив, П. и Б. Феденко, Я. Зозуля, И. Лучишин и др.; первым генеральным секретарём избран Панас Феденко. Органы: «Свободное Слово» и «Свободная Украина».